# Сальниково (Нижегородская область)
Сальниково — деревня и коттеджный посёлок в Арзамасском районе, Нижегородской области.

## География
Расположено по левому берегу реки Акши, в 5 км южнее Арзамаса, высота центра над уровнем моря 131 м.
Рядом с деревней расположено 2 садовых товарищества № 55 «Акша».
Ближайшие населённые пункты — Заречное в 0,7 км на северо-восток и Озерки в 1 км восточнее.

## Этимология
Ранее называлась Санникова.
Название деревня получила по фамилии арзамасского купца Сальникова.

## История
До революции помещиков в деревне не было. Местные жители занимались земледелием, выращивали пшеницу, ячмень, рожь, просо, гречиху, из овощей — картофель, лук, капусту, морковь. Ремесла распространены не были. Алексей Макарович Рьянов держал ветряную мельницу, которая стояла возле плотины со стороны деревни Озёрки. На мельнице мололи муку. 
Самым богатым в деревне считался участник Первой Мировой войны Павел Александрович Перетокин, он занимался торговлей.
В деревне было 150 дворов. Население русское, православное. Недалеко от деревни, со стороны деревни Озерки, был Святой родник и стояла часовня, туда ходили молиться во время засухи, молили о дожде.
В деревне имелась начальная школа, она существовала до 1970-х гг. На месте школы был построен клуб. После окончания начальной школы дети ходили в старшие классы в Новый Усад или Выездное.

## Настоящее время
Деревня входит в приделы Арзамасской кольцевой дороги (Южного и Северного обхода города Арзамаса).
С 2017 г. на территории деревни Сальниково ведётся активное строительство коттеджей.
В настоящее время жилой фонд населенного пункта состоит из 107 домов. На территории деревни имеется газ, центральный водопровод и электроснабжение, дорога с твёрдым покрытием.

## Галерея

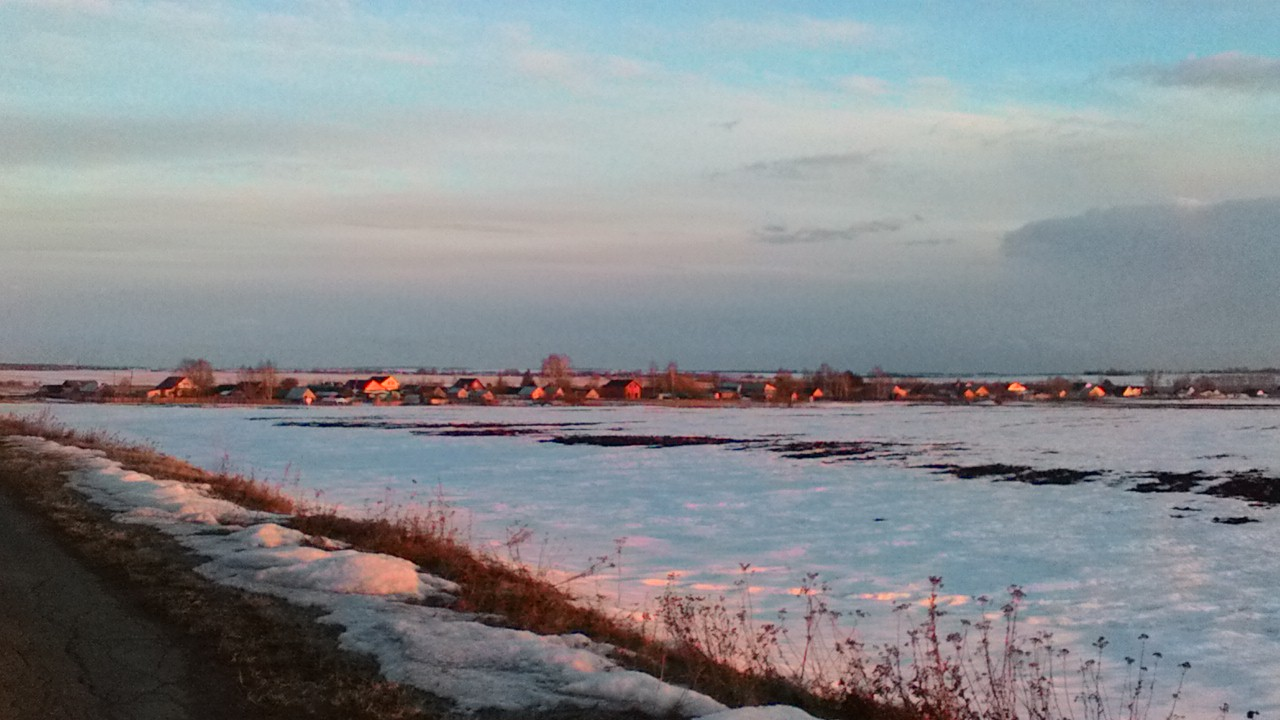
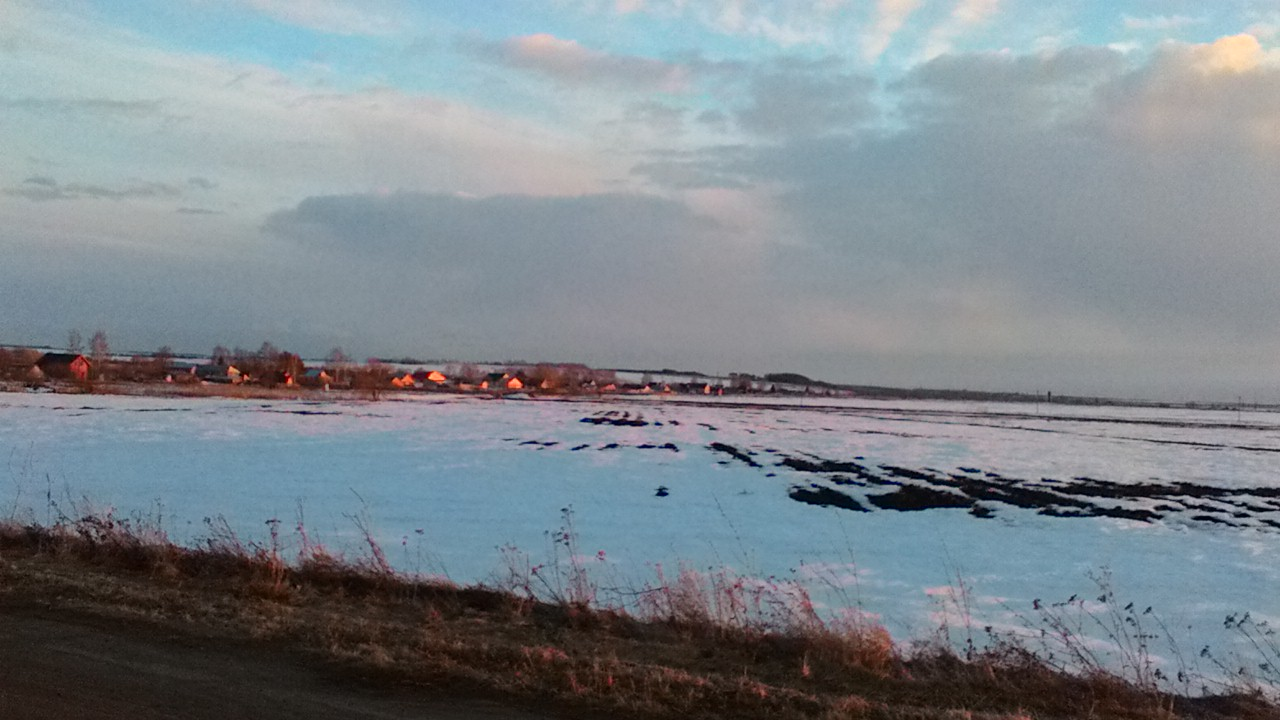

## Население
| 2002 | 2010 |
| ---- | ---- |
| 8    | ↗10  |